# Teutis

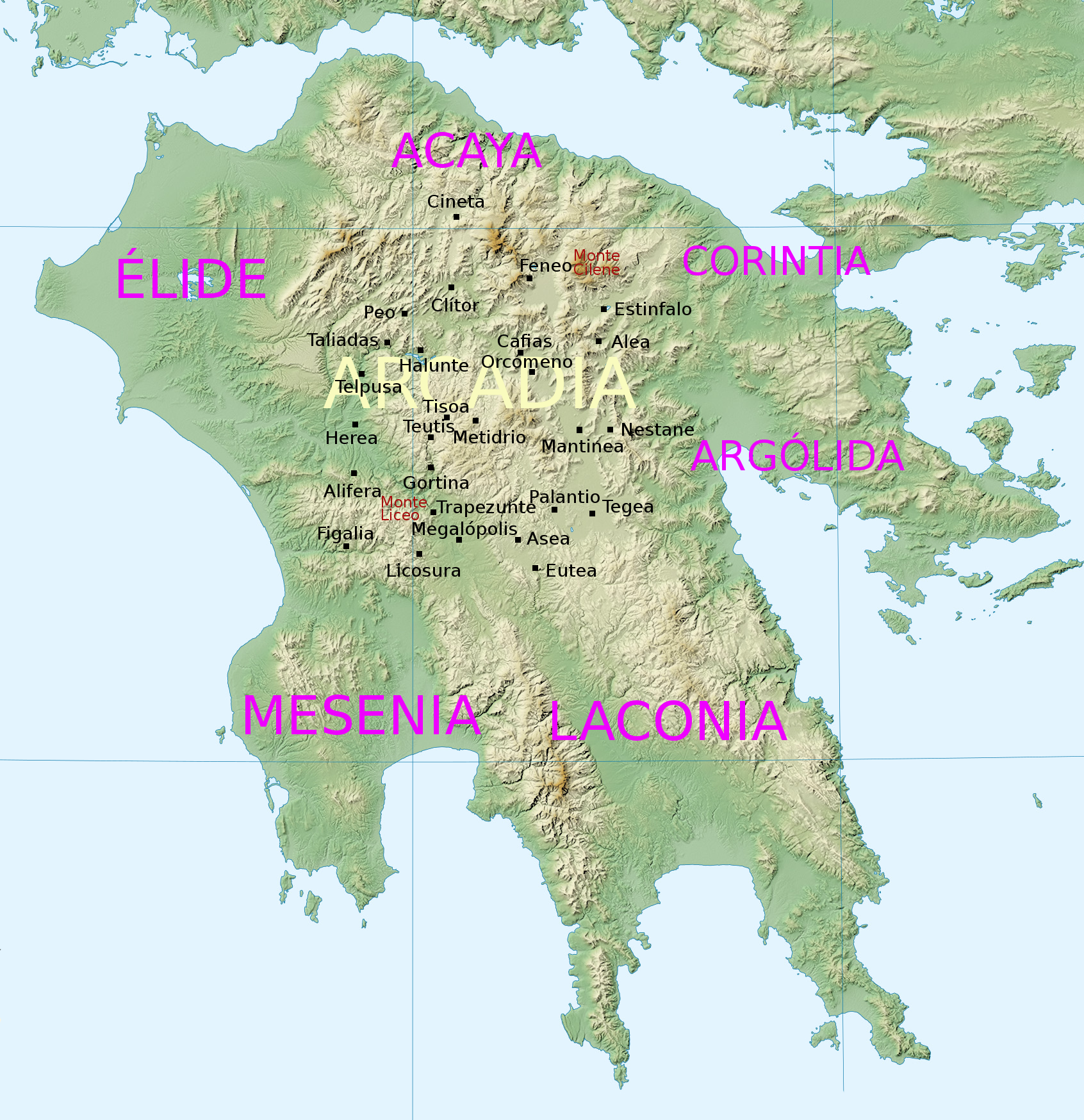
Mapa del Peloponeso con la situación de algunas de las principales ciudades de la antigua Arcadia. Teutis se ubicaba en la zona central.

Teutis (en griego, Τεύθις) es el nombre de una antigua ciudad griega de Arcadia.
Pausanias dice que fue una de las poblaciones pertenecientes al territorio de Orcómeno que se unieron para poblar Megalópolis. Añade que en su tiempo era una aldea pero que antiguamente había sido una ciudad de cierta importancia puesto que incluso existía la tradición de que en la expedición de los aqueos contra Troya sus habitantes habían combatido bajo el mando de un jefe propio llamado Teutis u Ornito. Se decía que este jefe se había enfadado con Agamenón mientras estaba en Áulide y había retirado a su ejército tras haber herido a la diosa Atenea en un muslo. Entonces la tierra de Teutis dejó de dar fruto hasta que hicieron una ofrenda a la diosa Atenea de una imagen con una venda en el muslo que se conservaba en tiempos de Pausanias. Además, había en Teutis santuarios de Afrodita y Ártemis.
Se localiza en la población actual de Dimitsana.